# Wołokonowka
Wołokonowka – osiedle typu miejskiego w Rosji, w obwodzie biełgorodzkim. W 2010 roku liczyło 11 552 mieszkańców.